# Tucubante
Tucubante.- Ime za grupu američkih Indijanaca za koju se smatra da su u području Eagle Passa u Teksasu činili dio Lipan Apača. Pod ovim imenom spominju se u tek jednom dokumentu iz 1754. godine. Oni su izgleda ista grupa Apača što je obitavala kod San Antonija. Pleme se kasnije ne spominje, osim da je među njima kod Eagle Passa, bilo i Natage (Mescalero Apache) Indijanaca. Vjerojatno su se izgubili u populaciji Apača, možda Mescalera. 